# Santuario
Santuario ist eine Ortschaft im Departamento Beni im südamerikanischen Anden-Staat Bolivien.

## Lage im Nahraum
Santuario ist eine Ortschaft im Kanton Florida im Municipio Riberalta in der Provinz Vaca Díez. Der Ort liegt auf einer Höhe von 142 m südwestlich der Stadt Riberalta am rechten, östlichen Ufer des Río Geneshuaya, der weiter nördlich 29 Kilometer flussabwärts in den Río Beni mündet.

## Geographie
Santuario liegt im bolivianischen Teil des Amazonasbeckens im Norden des Landes.
Die mittlere Durchschnittstemperatur der Region liegt bei 26 °C und schwankt nur unwesentlich zwischen 25 °C im Mai und 27 bis 28 °C von Dezember bis Februar (siehe Klimadiagramm Riberalta). Der Jahresniederschlag beträgt etwa 1.300 mm, bei einer ausgeprägten Trockenzeit von Juni bis August mit Monatsniederschlägen unter 20 mm, und einer Feuchtezeit von Dezember bis Januar mit Monatsniederschlägen von mehr als 200 mm.

## Verkehrsnetz
Santuario liegt in einer Entfernung von 842 Straßenkilometern nördlich von Trinidad, der Hauptstadt des Departamentos, und 324 Straßenkilometer südöstlich von Cobija, der Hauptstadt des Departamento Pando.
Von Trinidad aus führt die 602 Kilometer lange Nationalstraße Ruta 3 in westlicher Richtung bis Yucumo und weiter in die Hauptstadt La Paz. In Yucumo trifft die Ruta 3 auf das Ende der 696 Kilometer langen Ruta 8, die über Rurrenabaque und Reyes in nördlicher Richtung führt, nach 541 Kilometern El Triangulo erreicht und von dort weiter nach Riberalta und Guayaramerín an der brasilianischen Grenze führt.
Bei El Triangulo zweigt die Ruta 13 in westlicher Richtung von der Ruta 8 ab und überquert bei Santuario den Río Geneshuaya. Im weiteren Verlauf überquert die Straße den Río Beni, den Río Madre de Dios und den Río Manuripi und erreicht nach insgesamt 370 Kilometern Cobija.

## Bevölkerung
Die Einwohnerzahl der Ortschaft ist im vergangenen Jahrzehnt deutlich angestiegen:
| Jahr | Einwohner   | Quelle       |
| ---- | ----------- | ------------ |
| 1992 | keine Daten | Volkszählung |
| 2001 | 3           | Volkszählung |
| 2012 | 87          | Volkszählung |
| 2024 |             | Volkszählung |